# Алтернативни рок
Израз алтернативни рок или алтернативна музика је почетком 80-их често коришћен како би се описали панк рок и панк роком инспирисани бендови који су издавали за мање продуцентске куће и чији се музички стил није уклапао ни у један мејнстрим правац тог доба. И данас се овај израз понекад користи да опише алтернативни рок и панк заједно. 
Као специфични музички жанр, алтернативни рок се састоји од разних поджанрова који су настали из инди (енгл. indie) музичке сцене почетком 1980-их и постали популарни или широко познати до 1990-их, као што су инди, гранџ, готик рок и колеџ рок. Ове жанрове спаја њихов заједнички дуг стил и/или етос панка, који је у 1970-им годинама поставио темеље алтернативне музике.
Најразвијенији стилови алтернативног рока су нови талас (new wave) и гранџ (grunge). Алтернативни рок има велике утицаје из џез, поп, хип-хоп, реге и електронске музике, а некад је и ближи овим жанровима него року.
Традиционално, алтернативни рок је варирао у смислу свог звука, друштвеног контекста и регионалних корена. Током 1980-их, часописи и зинови, колеџ радио и усмена предаја повећали су значај и истакли разноликост различитих стилова алтернативног рока (и музичких сцена) као што су ноиз поп, инди рок, грунџ и шугејзинг. Септембра 1988. Билборд је увео „алтернативу“ у свој систем графикона како би одражавао пораст формата на радио станицама у Сједињеним Државама од стране станица попут KROQ-FM у Лос Анђелесу и WDRE-FM у Њујорку, које су пуштале музику са више андерграунд, независним и некомерцијалним рок уметницима.

## Порекло појма
У прошлости су укусе популарне музике диктирали музички руководиоци у великим корпорацијама за забаву. Дискографске куће су потписале уговоре са оним забављачима за које се сматрало да ће постати најпопуларнији, а самим тим и за које се може остварити највећа продаја. Ови бендови су могли да снимају своје песме у скупим студијима, а њихова дела су затим нуђена на продају преко ланаца продавница плоча које су биле у власништву забављачких корпорација, заједно са на крају продавањем робе великим продајним ланцима. Дискографске куће су сарађивале са радио и телевизијским кућама како би што боље пласирале своје уметнике. Људи који су доносили одлуке били су пословни људи који се баве музиком као производом, а они бендови који нису остварили очекиване продајне приходе би бивали искључени из овог система.
Пре него што је термин алтернативни рок ушао у ширу употребу око 1990. године, врсте музике на које се он односи биле су познате под различитим називима. Тери Толкин је 1979. године користио термин алтернативна музика да опише групе о којима је писао. Године 1979. радио станица KZEW у Даласу имала је касно ноћну емисију новог таласа под називом „Рок анд рол алтернатива”. „Колеџ рок“ је назив коришћен у Сједињеним Државама да опише музику током 1980-их због њених веза са колеџким радио круговима и укуса студената. У Уједињеном Краљевству, десетине малих уради сам дискографских кућа појавиле су се као резултат панк субкултуре. Према речима оснивача једне од ових етикета, часописи Чери Ред, NME и Sounds објавили су листе засноване на малим продавницама плоча под називом „Алтернативне ранг листе“. Прва национална листа заснована на дистрибуцији под називом Инди листа објављена је у јануару 1980. године; одмах је била успешна у свом циљу да помогне овим дистрибутерима. У то време, термин инди је дословно коришћен за описивање независно дистрибуираних плоча. До 1985. термин инди је почео да значи одређени жанр или групу поджанрова, а не само дистрибутерски статус.
Употреба термина алтернатива за описивање рок музике настала је око средине 1980-их; у то време, уобичајени термини у музичкој индустрији за најсавременију музику били су нова музика и пост модерна, што указује на свежину и склоност ка реконтекстуализацији звукова прошлости. Сличан термин, алтернативни поп, појавио се око 1985. године.
Године 1987. магазин Спин је категорисао колеџ рок бенд Кампер Ван Бетовен као „алтернативни/инди“, напомињући да је њихова песма „Where the Hell Is Bill“ из 1985. (из Telephone Free Landslide Victory) „позивала алтернативну/независну сцену и суво ју је растргла." Дејвид Лоувери, тада челник Кампер Ван Бетовена, касније се присећао: „Сећам се да сам први пут видео ту реч примењену на нас... Најближе што сам могао да претпоставим је да смо изгледали као панк бенд, али смо свирали поп музику, те су измислили ову реч алтернатива за оне од нас који то чине.” ДЈ-еви и промотери током 1980-их тврде да овај термин потиче од америчког ФМ радија из 1970-их, који је служио као прогресивна алтернатива радију из топ 40 формата са дужим песмама и дајући ДЈ-има више слободе у избору песама. Према једном бившем ДЈ-у и промотеру, „Некако су овај термин 'алтернатива' поново открили и присвојили људи са колеџког радија током 80-их, који су га применили на нову пост-панк, инди или андерграунд музику, шта год да је."
У почетку се термин односио на намерно нематичне рок наступе на које нису утицале „хеви метал баладе, разређени нови талас“ и „химне високе енергије“. Употреба термина се проширила на нови талас, поп, панк рок, пост-панк и повремено „колеџ“/„инди“ рок, сви од којих се налазе на америчким „комерцијалним алтернативним“ радио станицама тог времена, као што је Лос Анђелес KROQ-FM. Новинар Џим Гер је написао да Алтернатива такође обухвата варијанте као што су „рап, траш, метал и индустријал“. Нацрт првог Лолапалуза, путујућег фестивала у Северној Америци који је осмислио фронтмен групе Џејнова адикција Пери Фарел, поново је ујединио „различите елементе алтернативне рок заједнице” укључујући Хенрија Ролинса, Butthole Surfers, Ice-T, Nine Inch Nails, Siouxsie and the Banshees (као другоразредне звезде) и Џејнову адикцију (као главну атракцију). Покривајући за МТВ датум отварања Лолапалуза у Фениксу у јулу 1991. године, Дејв Кендал је представио извештај рекавши да је фестивал представио „најразноврсније саставе алтернативног рока“. Тог лета, Фарел је сковао термин алтернативна нација.
У децембру 1991. магазин Спин је приметио: „ове године, по први пут, постало је изузетно јасно да је оно што се раније сматрало алтернативним роком — маркетиншка група центрирана на колеџима са прилично уносним, иако ограниченим, потенцијалом — заправо прешла у главни ток.“
Крајем 1990-их, дефиниција је поново постала још конкретнија. Године 1997, Нил Штраус из Њујорк Тајмска је дефинисао алтернативни рок као „тешки рок који се одликује крхким, 70-им инспирисаном гитарском пратњом и певачима који очајавају око својих проблема док не поприме епске размере.“
Дефинисање музике као алтернативе често је тешко због две супротстављене примене речи. Алтернатива може да опише музику која доводи у питање статус кво и која је „жестоко иконокластичка, антикомерцијална и антимејнстрим“, а термин се такође користи у музичкој индустрији да означи „изборе који су доступни потрошачима преко продавница плоча, радија, кабловске телевизије и интернета.“ Међутим, алтернативна музика је парадоксално постала једнако комерцијална и тржишна као и мејнстрим рок, са дискографским кућама које користе термин „алтернативна“ да пласирају музику публици до које мејнстрим рок не допире. Користећи широку дефиницију жанра, Дејве Томпсон у својој књизи Алтернативни рок наводи формирање Секс Пистолса, као и издавање албума Horses Пати Смита и Метална машинска музика Луа Руда као три кључна догађаја који су изњедрили алтернативни рок. Све до раних 2000-их, када је инди рок постао најчешћи термин у САД за описивање модерног попа и рока, термини „инди рок“ и „алтернативни рок“ често су се користили наизменично; док постоје аспекти које оба жанра имају, у принципу, „инди рок“ се сматрао британским термином, за разлику од више америчког „алтернативног рока“.